# Mikałaj Łapuć
Mikałaj Sciapanawicz Łapuć (biał. Мікалай Сцяпанавіч Лапуць, ros. Николай Степанович Лапуть, Nikołaj Stiepanowicz Łaput′) – białoruski kołchoźnik i polityk, deputowany do Rady Najwyższej Republiki Białorusi XIII kadencji.

## Życiorys
W 1995 roku mieszkał we wsi Wiszniówka w rejonie mińskim. Pełnił funkcję przewodniczącego kołchozu „Wiszniówka” w rejonie mińskim, był członkiem Partii Agrarnej. W drugiej turze wyborów parlamentarnych 28 maja 1995 roku został wybrany na deputowanego do Rady Najwyższej Republiki Białorusi XIII kadencji z papierniańskiego okręgu wyborczego nr 194. 9 stycznia 1996 roku został zaprzysiężony na deputowanego. Od 23 stycznia pełnił w Radzie Najwyższej funkcję członka Stałej Komisji ds. Budżetu, Podatków, Banków i Finansów. 27 listopada 1996 roku, po dokonanej przez prezydenta Alaksandra Łukaszenkę kontrowersyjnej i częściowo nieuznanej międzynarodowo zmianie konstytucji, nie wszedł w skład utworzonej przez niego Izby Reprezentantów Zgromadzenia Narodowego Republiki Białorusi I kadencji. Zgodnie z Konstytucją Białorusi z 1994 roku jego mandat deputowanego do Rady Najwyższej zakończył się 9 stycznia 2001 roku; kolejne wybory do tego organu jednak nigdy się nie odbyły.